# Zelena euglena
Zelena euglena  je rod jednoćelijskih protista, klase Euglenoidea. Poznatije kao bičari (zbog flagelastog izraštaja), ovaj rod prvenstveno naseljava male stajaće vode, kao što tu bare i lokve. Vodi u kojoj se nađu u velikom broju daju zelenu boju. Zelena euglena ima izduženo telo. Na prednjem delu tela se nalazi bič. Bič se talasasto izvija, nalik propeleru, i pokreće euglenu.Ona ima očnu mrlju koja joj pomaže da razlikuje svetlo od tame.

## Osobine
Zelena euglena se hrani na 2 načina:
- autotrofno, u prisustvu sunčeve svetlosti ona vrši fotosintezu i sebi stvara hranu;
- heterotrofno, kada se nalazi u mraku, ona koristi organske materije (npr. koje nastaju razlaganjem lišća), a zatim ih unosi u svoje telo.

Euglena ima jednu posebnu organelu koja se naziva "očna mrlja" , koja se nalazi u blizini korena flagele i predstavlja čulni organ euglene, koji joj pomaže da prepozna postojanje ili odsustvo svetlosti.
Kada se euglena na duži period nađe u tami, hlorofil u njoj iščezava i euglena postaje bezbojna.
Hrana se vari u hranljivim vakuolama, organelama u telu euglene.
Diše celom površinom tela. Zelena euglena razmnožava se bespolno uzdužnom deobom. Ostatke metaboličkih procesa izlučuje preko kontraktilnih vakuola.
U nepovoljnim uslovima (niska temperatura, suša), dolazi u razvojni stupanj koji se naziva cista, formirajući zaštitnu opnu.

## Spoljašnje veze
- fotografije zelene amebe na serveru